# Winkler Lajos (kémikus)
Winkler Lajos (Arad, 1863. május 21. – Budapest, Józsefváros, 1939. április 14.) magyar kémikus, gyógyszervegyész, egyetemi tanár, a Magyar Tudományos Akadémia rendes tagja. Számos analitikai kémiai eljárás kidolgozása fűződik a nevéhez (gázanalízis, gravimetria stb. területén), nemzetközi szinten is jelentős a vízben oldott oxigén jodometriás meghatározására máig alkalmazott módszere, valamint a gázok oldhatósága és viszkozitása közötti ún. Winkler-féle összefüggés felismerése. A gyógyszerkémia szintén iskolateremtő alakjai között tartja számon. Idegen nyelvű tudományos közleményeit Ludwig Wilhelm Winkler néven jegyezte.

## Életútja
Winkler Vilmos és Jordán Emília fia. Már középiskolás korában gyakornokként dolgozott Rozsnyay Mátyás aradi gyógyszertárában. 1883-ban beiratkozott a Budapesti Tudományegyetemre, ahol 1885-ben gyógyszerészmesteri oklevelet szerzett, majd az egyetem I. számú kémiai intézetében helyezkedett el mint gyakornok. 1889-ben gyógyszerészdoktori oklevelét is megszerezte a fővárosi egyetemen, ezt követően, 1890-ben Than Károly vette maga mellé a kémiai tanszékre tanársegédnek. 1893-ban magántanárrá habilitált az analitikai és gyógyszerészeti kémia tárgyköréből, egyúttal  adjunktusi címet kapott az egyetemen. 1902-ben nyilvános rendkívüli tanárrá nevezték ki, 1909-től nyugdíjazásáig pedig nyilvános rendes tanári címmel vezette az analitikai és gyógyszerészeti kémia tanszéket, egyúttal az egyetemi I. számú kémiai intézet igazgatója is volt. A tanácsköztársaság alatt, 1919-ben döntés született egy önálló gyógyszerészeti főiskola alapításáról, amelynek rektorául Winklert jelölték ki, de a terv végül nem vált valóra. 1933 nyarán nyugdíjba vonult, a tanszék vezetését átadta utódjának, Széki Tibornak, de helyettes tanárként még másfél éven át, 1934 végéig vezette az I. számú kémiai intézetet. 
Felesége Légrády Ella (1884–1969) volt, Légrády Károly unokahúga.

## Munkássága
Nemzetközi szinten is jelentős tudományos eredményeit az analitikai kémia és az oldatok kémiája területén érte el, több eredeti elemzési módszer kidolgozása, reagens, indikátor és mérőoldat bevezetése fűződik a nevéhez, elsősorban a víz- és gyógyszervizsgálatok, a gázanalízis és a gravimetria területén. Már pályája elején, 1888-as doktori disszertációjával nagy feltűnést keltett az abban leírt, a vízben oldott oxigén mennyiségének napjainkban is alkalmazott jodometriás meghatározási módszerével, amelynek során a kálium-jodidos vizes oldatot nátrium-tioszulfátos mérőoldattal titrálva kapható meg a víz oxigéntartalmának mennyisége (részletesebben lásd Winkler-módszer). A gázok – hidrogén, nitrogén, nitrogén-oxid, szén-dioxid, metán stb. – oldhatóságát tanulmányozva meghatározta oldószerenkénti abszorpciókoefficiensüket. Világelsőként felismerte a gázok oldhatósága és viszkozitása közötti összefüggést, és igazolta, hogy egyes gázok abszorpciós együtthatója a hőmérséklet növekedésével, a molekulasúly köbgyökével arányosan csökken.
Gravimetriás méréseihez nagy pontosságú műszereket fejlesztett ki (pl. kehelytölcséres szűrőberendezés), bevezette a mérési hibákat adott körülmények teljesülése mellett kiküszöbölő sztöchiometrikus javítószámokat, amivel megvetette a korszerű precíziós súlyanalízis alapjait. Ugyancsak jelentősek voltak a halogének analitikája területén bróm-, klór- és jódszám-meghatározási eljárásai (pl. zsírsav-, tengervíz- és kálisómintákon), valamint a víz nehézfém-szennyeződéseit kimutató titrálási módszerei. Mindezek mellett foglalkozott fizikokémiai állandók (olvadás- és forráspont, sűrűség stb.) meghatározásának módszertanával is, a gőzsűrűség méréséhez egyszerűsítette a Dumas-féle eljárást.
A gyógyszervizsgálatban alkalmazott eljárásai helyett kaptak a Magyar gyógyszerkönyv harmadik és negyedik kiadásában (1909 és 1933). Gyógyszeranalitikai munkássága mellett jelentősen hozzájárult a korszerű magyarországi gyógyszerészképzéshez. Az utána következő gyógyszervegyész-generáció több jeles alakja volt tanársegédje (pl. Fridli Rezső, Szebellédy László) vagy az ő irányításával indult el a pályán (pl. Száhlender Lajos, Maucha Rezső, Bayer Antal, Schulek Elemér). 1896-ban negyedmagával – Buchböck Gusztávval, Tangl Károllyal és Pekár Dezsővel közösen – a Trefort kertben Egyetemi Asztaltársaság vagy Hétfői Társaság néven megalapították a fiatal tudósok, egyetemi tanársegédek önképző vitakörét, amelyet később Eötvös Loránd is felkarolt, és Kis Akadémia néven – ezresre duzzadt taglétszámmal – könyvkiadási tevékenységet is folytatott.
1895–1896-ban alapító szerkesztője volt a Magyar Chemiai Folyóiratnak, három évtizeden keresztül főmunkatársa volt a Gyógyszerészi Közlönynek. A Pallas nagy lexikonában ő írta a kémiai vonatkozású szócikkeket, valamint a korban nemzetközi szinten alapvető kézikönyvnek számító Berl-összefoglalás (Chemisch-technische Untersuchungsmethoden, Berlin, 1921) vízzel foglalkozó fejezetét. Egyetemi tankönyvei mellett mintegy kétszáz szakcikket és tanulmányt publikált hazai és külföldi szakfolyóiratokban.

### Társasági tagságai és elismerései
1896-ban a Magyar Tudományos Akadémia levelező, 1922-ben rendes tagjává választották.

### Főbb művei
- Zsebkommentár a magyar gyógyszerkönyv chémiai részéhez: Függelékül a térfogatos elemzés vázlatával. Budapest: Gyógyszerészi Közlöny. 1905.
- Feladatok a chemiai gyakorlatokhoz: A qualitatív és quantitatív chemiai analysis elemei. Budapest: Egyetem 1. sz. Chémiai Intézete. 1907.
- A qualitatív és quantitatív chemiai analysis elemei. W. L. előadásai nyomán írta Ekkert László. Budapest: Mai. 1912.
- Feladatok a chemiai gyakorlatokhoz. Budapest: Egyetem 1. sz. Chemiai Intézet. 1923.
- Ausgewählte Untersuchungsverfahren für das chemische Laboratorium. Stuttgart: Enke. 1931.
- Telített vízgőz gázokban. Budapest: M. Kir. Orsz. Meteorológiai és Földmágnességi Intézet. 1939.

## Emlékezete
Születése centenáriumán a budapesti Semmelweis Orvostudományi Egyetem gyógyszertudományi kara Winkler Lajos-emlékérmet alapított, amelyet 1964 óta osztanak ki a gyógyszerészettudomány területén jelentős eredményeket elért tudósoknak. Ugyancsak születése centenáriumán, 1963-ban az angol Thalanta című szakfolyóirat Winkler-különszámot jelentetett meg. Az Eötvös Loránd Tudományegyetem természettudományi karán mellszobor állít emléket a tudós vegyésznek (E. Lakatos Aranka alkotása, 1999).